# Żałoba narodowa w państwach azjatyckich
Żałoba narodowa w państwach azjatyckich – lista przyczyn, dat wprowadzenia i czasu trwania żałoby narodowej w poszczególnych państwach kontynentu ajzatyckiego.

## Żałoba narodowa w poszczególnych państwach

### Afganistan
- 13 listopada 1982 – 3 dni żałoby po śmierci sekretarza generalnego KPZR Leonida Breżniewa (zm. 10 listopada 1982)[1][2].
- 11 lutego 1984 – 3 dni żałoby po śmierci sekretarza generalnego KPZR Jurija Andropowa (zm. 9 lutego 1984)[3].
- 4 czerwca 1989 – 3 dni żałoby po śmierci Najwyższego przywódcy Iranu Ruhollaha Chomejniego (zm. 3 czerwca 1989)[4]
- 7 listopada 2007 – 3 dni żałoby dla upamiętnienia ofiar zamachu w Baghlan (41 zabitych)[5].
- 4 maja 2014 – dzień żałoby dla upamiętnienia ofiar lawiny błotnej w prowincji Badachszan (ponad 2000 zabitych)[6].

### Arabia Saudyjska[a]
- 14 czerwca 1982 – 3 dni żałoby po śmierci króla Arabii Saudyjskiej Chalida ibn Abd al-Aziza Al Su’uda (zm. 13 czerwca 1982)[7].
- 2 sierpnia 2005 – 3 dni żałoby po śmierci Króla Arabii Saudyjskiej Fahda ibn Abda al-Aziza Al Su’uda (zm. 1 sierpnia 2005)[8]
- 11 stycznia 2020 – 3 dni żałoby po śmierci sułtana Omanu Kabusa ibn Sa’ida (zm. 10 stycznia 2020)[9]
- 14 maja 2022 – 3 dni żałoby po śmierci prezydenta Zjednoczonych Emiratów Arabskich Chalifa ibn Zajid Al Nahajjana (zm. 13 maja 2022)[10].
- 16 grudnia 2023 – 3 dni żałoby po śmierci Emira Kuwejtu Nawwafa al-Ahmada al-Jabera al-Sabaha (zm. 16 grudnia 2023)[11].

### Armenia
- 29 października 1999 – 3 dni żałoby po ataku terrorystycznym w armeńskim parlamencie, w której zginęli premier Wazgen Sarkisjan i marszałek parlamentu armeńskiego Karen Demirczian[12].
- 5 maja 2006 – 2 dni żałoby dla upamiętnienia ofiar katastrofy lotniczej nad Morzem Czarnym w pobliżu Soczi (113 zabitych w tym 85 obywateli Armenii)[13]
- 28 marca 2007 – żałoba w dniu pogrzebu premiera Armenii Andranika Markariana (zm. 25 marca 2007)[14].
- 16 lipca 2009 – dzień żałoby dla upamiętnienia ofiar katastrofy lotniczej w Iranie (168 ofiar śmiertelnych, w tym 6 obywateli Armenii)[15].
- 6 października 2018 – żałoba w dniu pogrzebu piosenkarza, kompozytora i aktora Charles’a Aznavoura (zm. 1 października 2018)[16]
- 19 grudnia 2020 – 3 dni żałoby dla upamiętania ofiar Konfliktu w Górskim Karabachu (2718 zabitych Ormian, w tym 50 cywilów)[17][18]

### Azerbejdżan
- 13 grudnia 2003 – 7 dni żałoby po śmierci byłego prezydenta Azerbejdżanu Heydəra Əliyeva (zm. 12 grudnia 2003)[19]
- 14 maja 2014 – dzień żałoby dla upamiętnienia ofiar katastrofy górniczej w Somie (301 zabitych)[20]
- 6 grudnia 2015 – dzień żałoby po pożarze platformy wiertniczej Gunaszli 10 (30 ofiar, 33 ranne)[21]
- 26 grudnia 2024 – dzień żałoby dla upamiętnienia ofiar katastrofy lotu Azerbaijan Airlines 8243 w Aktau (35 zabitych)[22].

### Bahrajn
- 7 marca 1999 – 60 dni żałoby po śmierci emira Bahrajnu Isa ibna Salmana Al Chalifa (zm. 6 marca 1999)[23].
- 24 lipca 1999 – 7 dni żałoby po śmierci króla Maroka Hasana II (zm. 23 lipca 1999)[24].
- 23 sierpnia 2000 – 3 dni żałoby dla upamiętnienia ofiar katastrofy lotu Gulf Air 072 (143 zabitych)[25][26]
- 2 sierpnia 2005 – 40 dni żałoby po śmierci króla Arabii Saudyjskiej Fahda ibn Abda al-Aziza Al Su’uda (zm. 1 sierpnia 2005)[27].
- 25 lutego 2011 – dzień żałoby dla upamiętnienia ofiar antyrządowych protestów[28].
- 24 stycznia 2015 – 40 dni żałoby po śmierci króla Arabii Saudyjskiej Abd Allaha ibn Abda al-Aziza Al Su’uda (zm. 23 stycznia 2015)[29][30].
- 11 stycznia 2020 – 3 dni żałoby po śmierci sułtana Omanu Kabusa ibn Sa’ida (zm. 10 stycznia 2020)[31]
- 30 września 2020 – 3 dni żałoby po śmierci Emira Kuwejtu Sabaha al-Ahmada al-Dżabira as-Sabaha (zm. 29 września 2020)[32]
- 12 listopada 2020 – 7 dni żałoby po śmierci premiera Bahrajnu Chalify ibny Salmana Al Chalify (zm. 11 listopada 2020)[33][34][35].
- 14 maja 2022 – 3 dni żałoby po śmierci prezydenta Zjednoczonych Emiratów Arabskich Chalifa ibn Zajid Al Nahajjana (zm. 13 maja 2022)[36].
- 16 grudnia 2023 – 3 dni żałoby po śmierci Emira Kuwejtu Nawwafa al-Ahmada al-Jabera al-Sabaha (zm. 16 grudnia 2023)[37].

### Bangladesz
- 31 maja 1981 – 40 dni żałoby po zabójstwie prezydenta Bangladeszu Ziaura Rahmana (zm. 30 maja 1981)[38].
- 9 marca 1999 – dzień żałoby po śmierci emira Bahrajnu Isa ibna Salmana Al Chalifa (zm. 6 marca 1999)[39].
- 13 listopada 2004 – 3 dni żałoby po śmierci Prezydenta Autonomii Palestyńskiej Jasira Arafata (zm. 11 listopada 2004)[40].
- 6 kwietnia 2005 – dzień żałoby po śmierci papieża Jana Pawła II (zm. 2 kwietnia 2005)[41].
- 2 sierpnia 2005 – dzień żałoby po śmierci króla Arabii Saudyjskiej Fahda ibn Abd al-Aziza Al Su’uda (zm. 1 sierpnia 2005)[42].
- 5 czerwca 2010 – dzień żałoby dla upamiętnienia ofiar pożaru dzielnicy mieszkalnej w Dhakce (108 zabitych)[43].
- 25 kwietnia 2013 – dzień żałoby dla upamiętnienia ofiar katastrofy budowlanej w Dhakce (113 zabitych)[44]
- 7 grudnia 2013 – 3 dni żałoby po śmierci byłego prezydenta RPA Nelsona Mandeli (zm. 5 grudnia 2013)[45].
- 24 stycznia 2015 – dzień żałoby po śmierci króla Arabii Saudyjskiej Abd Allaha ibn Abda al-Aziza Al Su’uda (zm. 23 stycznia 2015)[46].
- 2 lipca 2016 – 2 dni żałoby po zamachu terrorystycznym w Dhace (29 ofiar i 30 rannych)[47]
- 13 stycznia 2020 – dzień żałoby po śmierci sułtana Omanu Kabusa ibn Sa’ida (zm. 10 stycznia 2020)[48][49][50]
- 2 września 2020 – dzień żałoby po śmierci byłego prezydenta Indii Pranaba Mukherjee (zm. 31 sierpnia 2020)[51]
- 1 października 2020 – dzień żałoby po śmierci Emira Kuwejtu Sabaha al-Ahmada al-Dżabira as-Sabaha (zm. 29 września 2020)[52]
- 14 maja 2022 – dzień żałoby po śmierci prezydenta Zjednoczonych Emiratów Arabskich Chalifa ibn Zajid Al Nahajjana (zm. 13 maja 2022)[53]
- 9 lipca 2022 – dzień żałoby po śmierci byłego premiera Japonii Shinzō Abe (zm. 8 lipca 2022)[54]
- 9 września 2022 – 3 dni żałoby po śmierci brytyjskiej królowej Elżbiety II (zm. 8 września 2022)[55][56][57]
- 18 grudnia 2023 – dzień żałoby po śmierci Emira Kuwejtu Nawwafa al-Ahmada al-Jabera al-Sabaha (zm. 16 grudnia 2023)[58].
- 23 maja 2024 – dzień żałoby po katastrofie lotniczej w której zginął prezydent Iranu Ebrahim Ra’isi i minister spraw zagranicznych Iranu Hosejn Amir Abdollahijan (zm. 19 maja 2024)[59].
- 24 kwietnia 2025 – 3 dni żałoby po śmierci papieża Franciszka (zm. 21 kwietnia 2025)[60].

### Bhutan
- 3 czerwca 2001 – 3 dni żałoby po Masakrze rodziny królewskiej w Nepalu (10 zabitych, 4 rannych)[61]
- 29 marca 2015 – żałoba w dniu pogrzebu byłego premiera Singapuru Lee Kuana Yewa (zm. 23 marca 2015)[62]
- 14 października 2016 – dzień żałoby po śmierci króla Tajlandii Bhumibola Adulyadeja (zm. 13 października 2016)[63]
- 9 lipca 2022 – dzień żałoby po śmierci byłego premiera Japonii Shinzō Abe (zm. 8 lipca 2022)[64]
- 9 września 2022 – dzień żałoby po śmierci brytyjskiej królowej Elżbiety II (zm. 8 września 2022)[65].

### Brunei
- 24 października 2020 – 7 dni żałoby po śmierci księcia Brunei Hajla Abdula Azima (zm. 24 października 2020)[66]

### Chiny
- 30 października 1950 – żałoba w dniu pogrzebu sekretarza generalnego biura politycznego Komunistycznej Partii Chin Rena Bishiego (zm. 27 października 1950)[67].
- 7 marca 1953 – 3 dni żałoby po śmierci sekretarza generalnego KPZR i premiera ZSRR Józefa Stalina (zm. 5 marca 1953)[68].
- 9 stycznia 1976 – 7 dni żałoby po śmierci premiera Chin Zhou Enlai (zm. 8 stycznia 1976)[69].
- 10 września 1976 – 7 dni żałoby po śmierci przywódcy Chin Mao Zedonga (zm. 9 września 1976)[70][71].
- 3 czerwca 1981 – żałoba w dniu pogrzebu Songi Qingling (zm. 29 maja 1981)[72].
- 19 lutego 1997 – 6 dni żałoby po śmierci polityka Denga Xiaopinga (zm. 19 lutego 1997)[73][74].
- 19 maja 2008 – 3 dni żałoby dla upamiętnienia ofiar trzęsienia ziemi w Syczuanie w 2008 (ok. 70 tys. zabitych)[75][76].
- 21 kwietnia 2010 – dzień żałoby dla upamiętnienia ofiar trzęsienia ziemi w Qinghai (ponad 2200 zabitych)[77].
- 15 sierpnia 2010 – dzień żałoby dla upamiętnienia ofiar osuwisk ziemi (ponad 1248 zabitych)[78]
- 4 kwietnia 2020 – dzień żałoby dla upamiętnienia ofiar epidemii wirusa SARS-CoV-2[79]

### Cypr
- 4 sierpnia 1977 – 3 dni żałoby po śmierci pierwszego Prezydenta Cypru i arcybiskupa Makariosa III (zm. 3 sierpnia 1977)[80][81]
- 14 września 2001 – dzień żałoby dla upamiętnienia ofiar zamachu na WTC i Pentagon (2973 zabitych)[82]
- 15 sierpnia 2005 – 3 dni żałoby dla upamiętnienia ofiar katastrofy lotniczej pod Maratonem (121 zabitych, w tym 107 obywateli Cypru)[83]
- 11 lipca 2011 – 3 dni żałoby po wybuchu w składzie amunicji w greckiej bazie wojskowej w Zygi (12 ofiar)[84]
- 23 czerwca 2019 – 3 dni żałoby po śmierci byłego Prezydenta Cypru Dmitrisa Christofiasa (zm. 21 czerwca 2019)[85]

### Filipiny
- 18 marca 1957 – 30 dni żałoby po śmierci prezydenta Filipin Ramona Magsaysaya (zm. 17 marca 1957)[86].
- 4 czerwca 1963 – 9 dni żałoby po śmierci papieża Jana XXIII (zm. 3 czerwca 1963)[87].
- 23 listopada 1963 – 3 dni żałoby po zabójstwie prezydenta Johna F. Kennedy’ego (zm. 22 listopada 1963)[88]
- 27 listopada 1978 – dzień żałoby dla upamiętnienia papieża Pawła VI (zm. 6 sierpnia 1978)[89].
- 16 września 2001 – dzień żałoby dla upamiętnienia ofiar zamachu na WTC i Pentagon (2973 zabitych)[90].
- 31 lipca 2003 – 2 dni żałoby po śmierci byłego wiceprezydenta Filipin Emmanuela Pelaeza (zm. 27 lipca 2003)[91].
- 7 stycznia 2005 – dzień żałoby dla upamiętnienia ofiar trzęsienia ziemi na Oceanie Indyjskim. (około 230 tys. zabitych)[92].
- 4 kwietnia 2005 – 5 dni żałoby po śmierci papieża Jana Pawła II (zm. 2 kwietnia 2005)[93]
- 22 czerwca 2005 – 7 dni żałoby po śmierci arcybiskupa metropolity Manili kardynała Jaime Sina (zm. 21 czerwca 2005)[94][95].
- 2 sierpnia 2009 – 7 dni żałoby po śmierci byłej prezydent Filipin Corazon Aquino (zm. 1 sierpnia 2009)[96].
- 25 sierpnia 2010 – dzień żałoby po śmierci 9 ludzi zabitych podczas akcji odbicia zakładników z autokaru[97][98].
- 30 stycznia 2015 – dzień żałoby po starciu w Mamasapano (44 ofiar (wszystkie ofiary to członkowie Filipińskich Sił Specjalnych Policji))[99]
- 24 czerwca 2021 – 10 dni żałoby po śmierci byłego prezydenta Filipin Benigno Aquina III (zm. 24 czerwca 2021)[100].
- 31 lipca 2022 – 10 dni żałoby po śmierci byłego prezydenta Filipin Fidela Ramosa (zm. 31 lipca 2022)[101].
- 23 kwietnia 2025 – 4 dni żałoby po śmierci papieża Franciszka (zm. 21 kwietnia 2025)[102].

### Gruzja
- 5 lutego 2005 – 2 dni żałoby po śmierci premiera Zuraba Żwanii (zm. 3 lutego 2005)[103]
- 13 sierpnia 2008 – 3 dni żałoby dla upamiętnienia ofiar wojny w Gruzji i Osetii Południowej[104].
- 14 lipca 2009 – dzień żałoby po wypadku samochodowym na przełęczy Nakerala (3 ofiary)[105]
- 11 kwietnia 2010 – dzień żałoby dla upamiętnienia ofiar, które zginęły w katastrofie lotniczej w Smoleńsku (96 zabitych)[106].
- 16 maja 2013 – żałoba w dniu pogrzebu trzech żołnierzy, którzy zginęli w Afganistanie[107]
- 15 czerwca 2015 – dzień żałoby po powodzi błyskawicznej w Tbilisi (19 ofiar)[108]
- 27 listopada 2017 – dzień żałoby po pożarze hotelu Leogrand w Batumi (11 ofiar śmiertelnych)[109]
- 6 kwietnia 2018 – dzień żałoby po katastrofie górniczej w Tkibuli (6 ofiar śmiertelnych)[110]
- 16 lipca 2018 – dzień żałoby po katastrofie górniczej w Tkibuli (4 ofiary)[111]
- 17 stycznia 2019 – dzień żałoby po eksplozji gazu w bloku mieszkalnym w Tbilisi (4 ofiary śmiertelne)[112]
- 25 sierpnia 2020 – dzień żałoby po katastrofie busa w Szatili (17 ofiar śmiertelnych)[113]
- 10 kwietnia 2021 – dzień żałoby dla upamiętnienia ofiar tragedii przy rzece Enguri (4 ofiary)[114]

### Indie
- 31 stycznia 1948 – 13 dni żałoby po zabójstwie Mahatmy Gandhiego (zm. 30 stycznia 1948)[115].
- 15 lutego 1952 – żałoba w dniu pogrzebu króla Wielkiej Brytanii Jerzego VI Windsora (zm. 6 lutego 1952)[116].
- 27 maja 1964 – 12 dni żałoby po śmierci premiera Indii Jawaharlala Nehru (zm. 27 maja 1964)[117].
- 4 maja 1969 – 13 dni żałoby po śmierci prezydenta Indii Zakira Hussaina (zm. 3 maja 1969)[118].
- 30 września 1970 – 3 dni żałoby po śmierci prezydenta Egiptu Gamala Abdela Nasera (zm. 28 września 1970)[119][120].
- 12 lutego 1977 – 13 dni żałoby po śmierci prezydenta Indii Fakhruddina Ali Ahmeda (zm. 11 lutego 1977)[121].
- 13 listopada 1982 – 3 dni żałoby po śmierci sekretarza generalnego KPZR Leonida Breżniewa (zm. 10 listopada 1982)[122].
- 12 lutego 1984 – 3 dni żałoby po śmierci sekretarza generalnego KPZR Jurija Andropowa (zm. 9 lutego 1984)[123].
- 1 listopada 1984 – 12 dni żałoby po zabójstwie premier Indii Indiry Gandhi (zm. 31 października 1984)[124].
- 12 marca 1985 – 3 dni żałoby po śmierci sekretarza generalnego KC KPZR Konstantina Czernienki (zm. 10 marca 1985)[125].
- 2 marca 1986 – dzień żałoby po zabójstwie premiera Szwecji Olofa Palme (zm. 28 lutego 1986)[126].
- 18 sierpnia 1988 – 3 dni żałoby po śmierci prezydenta Pakistanu Muhammada Zia ul-Haqa (zm. 17 sierpnia 1988)[127].
- 8 stycznia 1989 – 3 dni żałoby po śmierci Cesarza Japonii Hirohito (zm. 7 stycznia 1989)[128].
- 4 czerwca 1989 – 3 dni żałoby po śmierci Najwyższego przywódcy Iranu Ruhollaha Chomejniego (zm. 3 czerwca 1989)[129].
- 22 maja 1991 – 7 dni żałoby po śmierci byłego premiera Indii Rajiva Gandhiego (zm. 21 maja 1991)[130][131].
- 13 września 1997 – żałoba w dniu pogrzebu Matki Teresy z Kalkuty (zm. 5 września 1997)[132][133].
- 17 stycznia 1998 – 3 dni żałoby po śmierci byłego premiera Indii Gulzarilala Nandady (zm. 15 stycznia 1998)[134].
- 8 lutego 1999 – żałoba w dniu pogrzebu króla Jordanii Husajna I (zm. 7 lutego 1999)[135].
- 2 czerwca 2001 – 3 dni żałoby po Masakrze rodziny królewskiej w Nepalu (10 zabitych, 4 rannych)[136]
- 12 listopada 2004 – 3 dni żałoby po śmierci Prezydenta Autonomii Palestyńskiej Jasira Arafata (zm. 11 listopada 2004)[137].
- 25 grudnia 2004 – 7 dni żałoby po śmierci byłego premiera Indii P.V. Narasimhana Raoa (zm. 23 grudnia 2004)[138][139][140].
- 3 kwietnia 2005 – 3 dni żałoby po śmierci papieża Jana Pawła II (zm. 2 kwietnia 2005)[141].
- 2 sierpnia 2005 – dzień żałoby po śmierci króla Arabii Saudyjskiej Fahda ibn Abd al-Aziza Al Su’uda (zm. 1 sierpnia 2005)[142][143].
- 6 grudnia 2013 – 5 dni żałoby po śmierci byłego prezydenta RPA Nelsona Mandeli (zm. 5 grudnia 2013)[144].
- 24 stycznia 2015 – dzień żałoby po śmierci króla Arabii Saudyjskiej Abd Allaha ibn Abda al-Aziza Al Su’uda (zm. 23 stycznia 2015)[145][146].
- 29 marca 2015 – żałoba w dniu pogrzebu byłego premiera Singapuru Lee Kuana Yewa (zm. 23 marca 2015)[147].
- 27 lipca 2015 – 7 dni żałoby po śmierci byłego prezydenta Indii A.P.J. Abdul Kalama (zm. 27 lipca 2015).
- 6 grudnia 2016 – dzień żałoby po śmierci polityk Jayaram Jayalalitha (zm. 5 grudnia 2016)[148].
- 13 stycznia 2020 – dzień żałoby po śmierci sułtana Omanu Kabusa ibn Sa’ida (zm. 10 stycznia 2020)[149]
- 31 sierpnia 2020 – 7 dni żałoby po śmierci byłego prezydenta Indii Pranaba Mukherjee (zm. 31 sierpnia 2020)[150]
- 4 października 2020 – dzień żałoby po śmierci Emira Kuwejtu Sabaha al-Ahmada al-Dżabira as-Sabaha (zm. 29 września 2020)[151]
- 14 maja 2022 – dzień żałoby po śmierci prezydenta Zjednoczonych Emiratów Arabskich Chalifa ibn Zajid Al Nahajjana (zm. 13 maja 2022)[152]
- 9 lipca 2022 – dzień żałoby po śmierci byłego premiera Japonii Shinzō Abe (zm. 8 lipca 2022)[153]
- 11 września 2022 – dzień żałoby po śmierci brytyjskiej królowej Elżbiety II (zm. 8 września 2022)[154][155][156].
- 17 grudnia 2023 – dzień żałoby po śmierci Emira Kuwejtu Nawwafa al-Ahmada al-Jabera al-Sabaha (zm. 16 grudnia 2023)[157].
- 21 maja 2024 – dzień żałoby po katastrofie lotniczej w której zginął prezydent Iranu Ebrahim Ra’isi i minister spraw zagranicznych Iranu Hosejn Amir Abdollahijan (zm. 19 maja 2024)[158].
- 27 grudnia 2024 – 7 dni żałoby po śmierci byłego premiera Indii Manmohana Singha (zm. 26 grudnia 2024)[159][160].
- 22–23 i 26 kwietnia 2025 – 3 dni żałoby po śmierci papieża Franciszka (zm. 21 kwietnia 2025)[161][162].

### Indonezja
- 23 listopada 1963 – 3 dni żałoby po zabójstwie prezydenta USA Johna F. Kennediego (zm. 22 listopada 1963)[163].
- 28 grudnia 2004 – 3 dni żałoby dla upamiętnienia ofiar trzęsienia ziemi na Oceanie Indyjskim (około 230 tys. zabitych)[164].
- 28 stycznia 2008 – 7 dni żałoby po śmierci byłego prezydenta Indonezji Suharto (zm. 27 stycznia 2008)[165].
- 31 grudnia 2009 – 7 dni żałoby po śmierci byłego prezydenta Indonezji Abdurrahmana Wahida (zm. 30 grudnia 2009)[166]
- 12 września 2019 – 3 dni żałoby po śmierci byłego prezydenta Indonezji Jusufa Habibiego (zm. 11 września 2019)[167].

### Irak
- 29 września 1970 – 7 dni żałoby po śmierci prezydenta Egiptu Gamala Abdela Nasera (zm. 28 września 1970)[168].
- 26 marca 1975 – 3 dni żałoby po śmierci króla Arabii Saudyjskiej Fajsala ibn Abda al-Aziza Al Su’uda (zm. 25 marca 1975)[169].
- 14 czerwca 1982 – 3 dni żałoby po śmierci króla Arabii Saudyjskiej Chalida ibn Abd al-Aziz Al Su’uda (zm. 13 czerwca 1982)[170].
- 12 lutego 1984 – 3 dni żałoby po śmierci sekretarza generalnego KPZR Jurija Andropowa (zm. 9 lutego 1984)[171].
- 12 marca 1985 – 3 dni żałoby po śmierci sekretarza generalnego KC KPZR Konstantina Czernienki (zm. 10 marca 1985)[172].
- 2 sierpnia 2005 – 3 dni żałoby po śmierci króla Arabii Saudyjskiej Fahda ibn Abd al-Aziza Al Su’uda (zm. 1 sierpnia 2005)[27].
- 26 października 2009 – 3 dni żałoby dla upamiętnienia ofiar zamachu terrorystycznego w Bagdadzie (155 ofiar śmiertelnych)[173].
- 4 października 2017 – 3 dni żałoby po śmierci byłego prezydenta Iraku Dżalala Talabaniego (zm. 3 października 2017).
- 4 stycznia 2020 – 3 dni żałoby po śmierci dowódcy elitarnej jednostki Al Kuds Kasema Sujemaniego (zm. 3 stycznia 2020)[174].
- 21 maja 2024 – dzień żałoby po katastrofie lotniczej w której zginął prezydent Iranu Ebrahim Ra’isi i minister spraw zagranicznych Iranu Hosejn Amir Abdollahijan (zm. 19 maja 2024)[175].
- 29 września 2024 – 3 dni żałoby po zabójstwie przywódcy Hezbollahu Hasana Nasr Allaha (zm. 27 września 2024)[176].

### Iran
- 31 lipca 1944 – dzień żałoby po śmierci byłego szacha Iranu Rezy Szaha Pahlawiego (zm. 26 lipca 1944)[177].
- 29 września 1970 – 3 dni żałoby po śmierci prezydenta Egiptu Gamala Abdela Nasera (zm. 28 września 1970)[178].
- 18 grudnia 1978 – dzień żałoby dla upamiętnienia ofiar protesów przeciwko Irańskiej rewolucji (ponad 1600 ofiar)[179]
- 31 sierpnia 1981 – 5 dni żałoby po zamachu terrorystycznym, w którym zginęło 6 osób, w tym prezydent Iranu Mohammad Ali Radżai i premier Iranu Mohammad Dżawad Bahonar (zm. 30 sierpnia 1981)[180].
- 4 czerwca 1989 – 40 dni żałoby po śmierci Najwyższego przywódcy Iranu Ruhollaha Chomejniego (zm. 3 czerwca 1989)[181][182].
- 11 czerwca 2000 – 3 dni żałoby po śmierci prezydenta Syrii Hafiza al-Asada (zm. 10 czerwca 2000)[183].
- 13 sierpnia 2012 – 2 dni żałoby dla upamiętnienia ofiar trzęsienia ziemi w Tebrizie (306 ofiar śmiertelnych).
- 6 marca 2013 – dzień żałoby po śmierci prezydenta Wenezueli Hugo Cháveza (zm. 5 marca 2013)[184].
- 25 września 2015 – 3 dni żałoby dla upamiętnienia ofiar paniki w Mekce (1235 ofiar śmiertelnych)[185]
- 9 stycznia 2017 – 3 dni żałoby po śmierci byłego prezydenta Iranu Alego Akbara Haszemiego Rafsandżaniego (zm. 8 stycznia 2017).
- 3 stycznia 2020 – 3 dni żałoby po śmierci dowódcy elitarnej jednostki Al Kuds Kasema Sujemaniego (zm. 3 stycznia 2020)[186].
- 9 stycznia 2020 – dzień żałoby po Katastrofie samolotu Ukraine International Airlines 752 oraz panice w Teheranie podczas pogrzebu generała Sulejmaniego[potrzebny przypis]
- 20 maja 2024 – 5 dni żałoby po katastrofie lotniczej w której zginął prezydent Iranu Ebrahim Ra’isi i minister spraw zagranicznych Iranu Hosejn Amir Abdollahijan (zm. 19 maja 2024)[187].
- 31 lipca 2024 – 3 dni żałoby po zabójstwie przywódcy Hamasu Isma’ila Hanijjego (zm. 31 lipca 2024)[188][189].
- 28 września 2024 – 5 dni żałoby po zabójstwie przywódcy Hezbollahu Hasana Nasr Allaha (zm. 27 września 2024)[190][191].

### Izrael
- 24 kwietnia 1963 – 2 dni żałoby po śmierci prezydenta Izraela Jicchaka Ben Cewiego (zm. 23 kwietnia 1963)[192][193]
- 23 listopada 1963 – 3 dni żałoby po zabójstwie prezydenta USA Johna F. Kennedy’ego (zm. 22 listopada 1963)[194]
- 28 lutego 1969 – 2 dni żałoby po śmierci Premiera Izraela Lewiego Eszkola (zm. 26 lutego 1969)[195]
- 5 listopada 1995 – 2 dni żałoby po zabójstwie premiera Izraela Icchaka Rabina (zm. 4 listopada 1995)[196][197][198].
- 6 lutego 1997 – dzień żałoby dla upamiętnienia ofiar katastrofy wojskowego helikoptera (73 ofiar śmiertelnych)[199][200].
- 12 września 2001 – dzień żałoby dla upamiętnienia ofiar zamachu na World Trade Center i Pentagon (2752 zabitych)[201].
- 4 grudnia 2010 – dzień żałoby dla upamiętnienia ofiar pożarów lasów (44 ofiar)[202].
- 30 września 2016 – dzień żałoby po śmierci byłego Prezydenta Izraela i laureata Pokojowej Nagrody Nobla Szimona Peresa (zm. 28 września 2016)[203]
- 2 maja 2021 – dzień żałoby dla upamiętnienia ofiar Tragedii na górze Meron (45 ofiar, ok. 150 osób)[204][205][206][207]

### Japonia
- 8–9 stycznia i 24 lutego 1989 – 3 dni żałoby po śmierci Cesarza Japonii Hirohito (zm. 7 stycznia 1989)[208].

### Jordania
- 29 września 1970 – 40 dni żałoby po śmierci prezydenta Egiptu Gamala Abdela Nasera (zm. 28 września 1970)[209].
- 10 lutego 1977 – 7 dni żałoby po katastrofie helikoptera, w której zginęła królowa Jordanii Alii (zm. 9 lutego 1977)[210].
- 6 maja 1980 – 3 dni żałoby po śmierci przywódcy Jugosławii Josipa Broza Tito (zm. 4 maja 1980)[211].
- 13 listopada 1982 – 3 dni żałoby po śmierci sekretarza generalnego KPZR Leonida Breżniewa (zm. 10 listopada 1982)[212].
- 18 sierpnia 1988 – 3 dni żałoby po śmierci prezydenta Pakistanu Muhammada Zia ul-Haqa (zm. 17 sierpnia 1988)[213].
- 8 lutego 1999 – 3 dni żałoby po śmierci króla Jordanii Husajna I (zm. 7 lutego 1999).
- 24 lipca 1999 – 3 dni żałoby po śmierci króla Maroka Hasana II (zm. 23 lipca 1999)[214].
- 11 czerwca 2000 – 3 dni żałoby po śmierci prezydenta Syrii Hafiza al-Asada (zm. 10 czerwca 2000)[215].
- 12 listopada 2004 – 3 dni żałoby po śmierci Prezydenta Autonomii Palestyńskiej Jasira Arafata (zm. 11 listopada 2004)>[216][217].
- 2 sierpnia 2005 – 3 dni żałoby po śmierci króla Arabii Saudyjskiej Fahda ibn Abd al-Aziza Al Su’uda (zm. 1 sierpnia 2005)[218][8].
- 24 stycznia 2015 – 40 dni żałoby po śmierci króla Arabii Saudyjskiej Abd Allaha ibn Abda al-Aziza Al Su’uda (zm. 23 stycznia 2015)[219].
- 26 lipca 2019 – 3 dni żałoby po śmierci prezydenta Tunezji Al-Badżi Ka’id as-Sibsiego (zm. 25 lipca 2019)[220][221].
- 29 września 2020 – 40 dni żałoby po śmierci Emira Kuwejtu Sabaha al-Ahmada al-Dżabira as-Sabaha (zm. 29 września 2020)[222]
- 14 maja 2022 – 40 dni żałoby po śmierci prezydenta Zjednoczonych Emiratów Arabskich Chalifa ibn Zajid Al Nahajjana (zm. 13 maja 2022)[223]
- 9 września 2022 – 3 dni żałoby po śmierci brytyjskiej królowej Elżbiety II (zm. 8 września 2022)[224][225].
- 17 grudnia 2023 – 7 dni żałoby po śmierci Emira Kuwejtu Nawwafa al-Ahmada al-Jabera al-Sabaha (zm. 16 grudnia 2023)[226].
- 22 kwietnia 2025 – 3 dni żałoby po śmierci papieża Franciszka (zm. 21 kwietnia 2025)[227][228].

### Kambodża
- 12 września 1976 – 7 dni żałoby po śmierci przywódcy Chin Mao Zedonga (zm. 9 września 1976)
- 13 listopada 1982 – 3 dni żałoby po śmierci sekretarza generalnego KPZR Leonida Breżniewa (zm. 10 listopada 1982)[2]
- 25 listopada 2010 – dzień żałoby po panice w Phnom Penh (347 ofiar, 755 rannych)[229]
- 17 października 2012 – 7 dni żałoby po śmierci Przywódcy Kambodży Norodoma Sihanouka (zm. 15 października 2012)[230]
- 1 lutego 2013 – 7 dni żałoby na czas kremacji Przywódcy Kambodży Norodoma Sihanouka (zm. 15 października 2012)[230]
- 20 listopada 2019 – dzień żałoby po śmierci tancerki i księżniczki Kambodży Norodom Buppha Devi (zm. 18 listopada 2019 r.)[231]
- 10 lipca 2022 – dzień żałoby po śmierci byłego premiera Japonii Shinzō Abe (zm. 8 lipca 2022)[232]

### Katar
- 14 czerwca 1982 – 40 dni żałoby po śmierci króla Arabii Saudyjskiej Chalida ibn Abd al-Aziz Al Su’uda (zm. 13 czerwca 1982)[170].
- 24 lipca 1999 – 3 dni żałoby po śmierci króla Maroka Hasana II (zm. 23 lipca 1999).
- 11 czerwca 2000 – 3 dni żałoby po śmierci prezydenta Syrii Hafiza al-Asada (zm. 10 czerwca 2000)[233]
- 2 sierpnia 2005 – 3 dni żałoby po śmierci króla Arabii Saudyjskiej Fahda ibn Abd al-Aziza Al Su’uda (zm. 1 sierpnia 2005)[8]
- 24 stycznia 2015 – 3 dni żałoby po śmierci króla Arabii Saudyjskiej Abd Allaha ibn Abda al-Aziza Al Su’uda (zm. 23 stycznia 2015)[234].
- 24 października 2016 – 3 dni żałoby po śmierci emira Kataru Chalifa ibn Ahmada Al Saniego (zm. 23 października 2016)[235]
- 11 stycznia 2020 – 3 dni żałoby po śmierci sułtana Omanu Kabusa ibn Sa’ida (zm. 10 stycznia 2020)[236]
- 30 września 2020 – 3 dni żałoby po śmierci Emira Kuwejtu Sabaha al-Ahmada al-Dżabira as-Sabaha (zm. 29 września 2020)[237]
- 14 maja 2022 – 3 dni żałoby po śmierci prezydenta Zjednoczonych Emiratów Arabskich Chalifa ibn Zajid Al Nahajjana (zm. 13 maja 2022)[238].
- 17 grudnia 2023 – 3 dni żałoby po śmierci Emira Kuwejtu Nawwafa al-Ahmada al-Jabera al-Sabaha (zm. 16 grudnia 2023)[239].

### Kazachstan
- 16 marca 2010 – dzień żałoby po awarii zapory wodnej w Kyzyaagash (43 ofiar, 211 rannych)
- 5 czerwca 2012 – dzień żałoby po masowym morderstwie w Arqanqergen (15 ofiar)
- 27 grudnia 2012 – dzień żałoby po Katastrofie samolotu wojskowego w Szymkencie (27 ofiar)[240]
- 31 stycznia 2013 – dzień żałoby po Katastrofie samolotu SCAT Airlines 760 (21 ofiar)[241]
- 9 czerwca 2016 – dzień żałoby po strzelaninie w Aktobe (25 ofiar, 37 rannych)[242]
- 28 grudnia 2019 – dzień żałoby po katastrofie samolotu Bek Air 2100 (12 ofiar, 54 rannych)[243]
- 13 lipca 2020 – dzień żałoby dla upamiętnienia ofiar epidemii wirusa SARS-CoV-2[244]
- 10 stycznia 2022 – dzień żałoby dla upamiętnienia ofiar protestów antyrządowych (225 ofiar)[245][246]

### Kirgistan
- 14 czerwca 2008 – żałoba w dniu pogrzebu kirgiskiego pisarza Czingiza Ajtmatowa (zm. 10 czerwca 2008)[247][248].
- 7 października 2008 – dzień żałoby dla upamiętnienia ofiar trzęsienia ziemi (75 zabitych)[249][250][251][252].
- 9 kwietnia 2010 – 2 dni żałoby dla uczczenia pamięci ofiar antyrządowej rewolucji (85 ofiar, ponad 1500 rannych)[253].
- 15 czerwca 2010 – 3 dni żałoby dla upamiętnienia ofiar zamieszek etnicznych w południowym Kirgistanie (893 zabitych)[254]
- 29 sierpnia 2016 – dzień żałoby po pożarze w magazynu szwalniczego w Moskwie (16 zabitych, w tym 14 obywateli Kirgistanu)[255]
- 17 stycznia 2017 – dzień żałoby ogłoszony w związku z katastrofą lotu Turkish Airlines 6491 (39 zabitych)[256].
- 30 lipca 2020 – dzień żałoby dla upamiętnienia ofiar epidemii wirusa SARS-CoV-2 (2614 zmarłych w Kirgistanie)[257][258]
- 2 maja 2021 – dzień żałoby dla upamiętnienia ofiar walk na granicy kirgisko-tadżyckiej (55 ofiar, w tym 36 obywateli Kirgistanu)[259]
- 23 sierpnia 2022 – dzień żałoby dla upamiętnienia ofiar katastrofy kirgiskiego busa pod Uljanowskiem w Rosji (16 zabitych, w tym 14 obywateli Kirgistanu)[260]
- 19 września 2022 – dzień żałoby dla upamiętnienia ofiar walk na granicy kirgisko-tadżyckiej (146 ofiar, w tym 63 obywateli Kirgistanu)[261]

### Korea Południowa
- 14 września 2001 – dzień żałoby dla upamiętnienia ofiar zamachu na WTC i Pentagon (2973 zabitych)[262].
- 24 maja 2009 – 7 dni żałoby po śmierci byłego prezydenta Korei Południowej Roha Moo-hyuna (zm. 23 maja 2009)[263].
- 19 sierpnia 2009 – 7 dni żałoby po śmierci byłego prezydenta Korei Południowej Kima Dae-junga (zm. 18 sierpnia 2009)[264][265].
- 28 marca 2010 – 5 dni żałoby po katastrofie okrętu Cheonan, w którym zginęło 46 marynarzy[266]
- 23 listopada 2015 – 5 dni żałoby po śmierci byłego prezydenta Korei Południowej Kim Young-sam (zm. 22 listopada 2015)
- 30 października 2022 – tydzień żałoby po tragedii podczas imprezy halloweenowej w Seulu[267]
- 29 grudnia 2024 – tydzień żałoby po katastrofie samolotu Jeju Air, w której zginęło 179 osób[268]

### Korea Północna
- 9 września 1969 – dzień żałoby po śmierci prezydenta Wietnamu Hồ Chí Minha (zm. 2 września 1969)[269].
- 10 września 1976 – 10 dni żałoby po śmierci przywódcy Chin Mao Zedonga (zm. 9 września 1976)[2].
- 5 maja 1980 – 7 dni żałoby po śmierci przywódcy Jugosławii Josipa Broza Tito (zm. 4 maja 1980)[2].
- 11 listopada 1982 – 4 dni żałoby po śmierci przywódcy ZSRR Leonida Breżniewa (zm. 10 listopada 1982)[2].
- 13 lutego 1984 – 2 dni żałoby po śmierci sekretarza generalnego KPZR Jurija Andropowa (zm. 9 lutego 1984)[270].
- 9 lipca 1994 – 10 dni żałoby po śmierci przywódcy Korei Północnej Kim Ir Sena (zm. 8 lipca 1994).
- 15 listopada 2004 – 3 dni żałoby po śmierci prezydenta Autonomii Palestyńskiej Jasira Arafata (zm. 11 listopada 2004)[271].
- 17 grudnia 2011 – 13 dni żałoby po śmierci przywódcy Korei Północnej Kim Dzong Ila (zm. 17 grudnia 2011)[272].
- 28 listopada 2016 – 3 dni żałoby po śmierci byłego przywódcy Kuby Fidela Castro (zm. 25 listopada 2016)[273].
- 17 grudnia 2021 – 11 dni żałoby w 10. rocznicę śmierci byłego przywódcy Kim Dzong Ila[274]

### Kuwejt
- 8 lutego 1999 – 2 dni żałoby po śmierci króla Jordanii Husajna I (zm. 7 lutego 1999)[275][276]
- 11 czerwca 2000 – 3 dni żałoby po śmierci prezydenta Syrii Hafiza al-Asada (zm. 10 czerwca 2000)[277].
- 2 sierpnia 2005 – 3 dni żałoby po śmierci króla Arabii Saudyjskiej Fahda ibn Abd al-Aziza Al Su’uda (zm. 1 sierpnia 2005)[8].
- 15 stycznia 2006 – 40 dni żałoby po śmierci Emira Kuwejtu Dżabira as-Sabaha (zm. 15 stycznia 2006)[278]
- 24 stycznia 2015 – 3 dni żałoby po śmierci króla Arabii Saudyjskiej Abd Allaha ibn Abda al-Aziza Al Su’uda (zm. 23 stycznia 2015)[279].
- 11 stycznia 2020 – 3 dni żałoby po śmierci sułtana Omanu Kabusa ibn Sa’ida (zm. 10 stycznia 2020)[280].
- 29 września 2020 – 40 dni żałoby po śmierci Emira Kuwejtu Sabaha al-Ahmada al-Dżabira as-Sabaha (zm. 29 września 2020)[281]
- 14 maja 2022 – 40 dni żałoby po śmierci prezydenta Zjednoczonych Emiratów Arabskich Chalifa ibn Zajid Al Nahajjana (zm. 13 maja 2022)[282]
- 9 września 2022 – 3 dni żałoby po śmierci brytyjskiej królowej Elżbiety II (zm. 8 września 2022)[283].
- 16 grudnia 2023 – 40 dni żałoby po śmierci Emira Kuwejtu Nawwafa al-Ahmada al-Jabera al-Sabaha (zm. 16 grudnia 2023)[284]

### Laos
- 12 listopada 1982 – 4 dni żałoby po śmierci sekretarza generalnego KPZR Leonida Breżniewa (zm. 10 listopada 1982)[2].
- 12 maja 2020 – 5 dni żałoby po śmierci byłego Premiera Laosu Sisavatha Keobounphanha (zm. 12 lipca 2020)[285]
- 25 lipca 2024 – 2 dni żałoby po śmierci sekretarza generalnego Komunistycznej Partii Wietnamu i byłego prezydenta Wietnamu Nguyễna Phú Trọnga (zm. 19 lipca 2024)[286].
- 3 kwietnia 2025 – 5 dni żałoby po śmierci byłego prezydenta Laosu Khamtaia Siphandona (zm. 2 kwietnia 2025)[287].

### Liban
- 29 września 1970 – 7 dni żałoby po śmierci prezydenta Egiptu Gamala Abdela Nasera (zm. 28 września 1970)[288].
- 8 sierpnia 1978 – 3 dni żałoby po śmierci papieża Pawła VI (zm. 6 sierpnia 1978)[289].
- 30 września 1978 – 3 dni żałoby po śmierci papieża Jana Pawła I (zm. 28 września 1978)[290].
- 12 listopada 1982 – 7 dni żałoby po śmierci sekretarza generalnego KPZR Leonida Breżniewa (zm. 10 listopada 1982)[291].
- 4 czerwca 1989 – 3 dni żałoby po śmierci Najwyższego przywódcy Iranu Ruhollaha Chomejniego (zm. 3 czerwca 1989)[4]
- 24 lipca 1999 – 3 dni żałoby po śmierci króla Maroka Hasana II (zm. 23 lipca 1999)[24].
- 22 stycznia 2000 – 3 dni żałoby po śmierci byłego premiera Libanu Saëba Salama (zm. 21 stycznia 2000)[292].
- 11 czerwca 2000 – 7 dni żałoby po śmierci prezydenta Syrii Hafiza al-Asada (zm. 10 czerwca 2000)[293].
- 12 listopada 2004 – 3 dni żałoby po śmierci Prezydenta Autonomii Palestyny Jasira Arafata (zm. 11 listopada 2004)[216].
- 16 lutego 2005 – 3 dni żałoby po śmierci byłego premiera Libanu Rafika Hariri (zm. 14 lutego 2005).
- 4 kwietnia 2005 – 3 dni żałoby po śmierci papieża Jana Pawła II (zm. 2 kwietnia 2005)[294].
- 2 sierpnia 2005 – 3 dni żałoby po śmierci króla Arabii Saudyjskiej Fahda ibn Abd al-Aziza Al Su’uda (zm. 1 sierpnia 2005)[295][27].
- 31 lipca 2006 – dzień żałoby dla upamiętnienia ofiar masakry w Kanie (28 zabitych)[296][297].
- 14 czerwca 2007 – żałoba po zabójstwie polityka Walida Eido (zm. 13 czerwca 2007)[298].
- 25 stycznia 2010 – dzień żałoby dla upamiętnienia ofiar katastrofy lotniczej Ethiopian Airlines 409 (90 ofiar śmiertelnych, w tym 51 Libańczyków)[299].
- 10 grudnia 2013 – dzień żałoby po śmierci byłego prezydenta RPA Nelsona Mandeli (zm. 5 grudnia 2013)[300].
- 2 stycznia 2015 – 3 dni żałoby po śmierci byłego premiera Libanu Umara Karamiego (zm. 1 stycznia 2015).
- 24 stycznia 2015 – 3 dni żałoby po śmierci króla Arabii Saudyjskiej Abd Allaha ibn Abda al-Aziza Al Su’uda (zm. 23 stycznia 2015)[301].
- 26 lipca 2019 – 3 dni żałoby po śmierci prezydenta Tunezji Al-Badżi Ka’id as-Sibsiego (zm. 25 lipca 2019)[221]
- 30 września 2019 – żałoba w dniu pogrzebu byłego prezydenta Francji Jacques’a Chiraca (zm. 26 września 2019)[302]
- 11 stycznia 2020 – 3 dni żałoby po śmierci sułtana Omanu Kabusa ibn Sa’ida (zm. 10 stycznia 2020)[303]
- 5 sierpnia 2020 – 3 dni żałoby dla upamiętnienia ofiar eksplozji w Bejrucie (co najmniej 100 ofiar, co najmniej 4000 rannych)[304][305]
- 30 września 2020 – 3 dni żałoby po śmierci Emira Kuwejtu Sabaha al-Ahmada al-Dżabira as-Sabaha (zm. 29 września 2020)[306]
- 14 maja 2022 – 3 dni żałoby po śmierci prezydenta Zjednoczonych Emiratów Arabskich Chalifa ibn Zajid Al Nahajjana (zm. 13 maja 2022)[307]
- 9 września–11 września i 19 września 2022 – 4 dni żałoby po śmierci brytyjskiej królowej Elżbiety II (zm. 8 września 2022)[308][309].
- 17 grudnia 2023 – 3 dni żałoby po śmierci Emira Kuwejtu Nawwafa al-Ahmada al-Jabera al-Sabaha (zm. 16 grudnia 2023)[310].
- 20 maja 2024 – 3 dni żałoby po katastrofie lotniczej w której zginął prezydent Iranu Ebrahim Ra’isi i minister spraw zagranicznych Iranu Hosejn Amir Abdollahijan (zm. 19 maja 2024)[311].
- 30 września 2024 – 3 dni żałoby po zabójstwie przywódcy Hezbollahu Hasana Nasr Allaha (zm. 27 września 2024)[312][313].
- 21 kwietnia 2025 – 3 dni żałoby po śmierci papieża Franciszka (zm. 21 kwietnia 2025)[314]

### Malediwy
- 27 grudnia 2004 – 3 dni żałoby dla upamiętnienia ofiar trzęsienia ziemi na Oceanie Indyjskim (około 230 tys. zabitych, w tym 108 obywateli Malediw)
- 11 kwietnia 2010 – 2 dni żałoby dla upamiętnienia ofiar, które zginęły w katastrofie lotniczej w Smoleńsku (96 zabitych)[315].
- 16 marca 2011 – 3 dni żałoby dla upamiętnienia ofiar Trzęsienia ziemi w Tōhoku (15 893 zabitych, 6157 rannych)[316]
- 14 maja 2022 – 3 dni żałoby po śmierci prezydenta Zjednoczonych Emiratów Arabskich Chalifa ibn Zajid Al Nahajjana (zm. 13 maja 2022)[317]
- 9 września 2022 – 3 dni żałoby po śmierci brytyjskiej królowej Elżbiety II (zm. 8 września 2022)[318].
- 17 grudnia 2023 – 3 dni żałoby po śmierci Emira Kuwejtu Nawwafa al-Ahmada al-Jabera al-Sabaha (zm. 16 grudnia 2023)[319].
- 21 maja 2024 – 3 dni żałoby po katastrofie lotniczej w której zginął prezydent Iranu Ebrahim Ra’isi i minister spraw zagranicznych Iranu Hosejn Amir Abdollahijan (zm. 19 maja 2024)[320].

### Malezja
- 22 sierpnia 2014 – dzień żałoby dla upamiętnienia ofiar katastrofy lotniczej Malaysia Airlines 17 niedaleko wsi Hrabowe (298 zabitych, w tym 43 obywateli Malezji)[321].

### Mjanma
- 20 maja 2008 – 3 dni żałoby dla upamiętnienia ofiar cyklonu Nargis (ok. 80 tys. zabitych)[322][323][324][325]
- 31 marca 2025 – 7 dni żałoby dla upamiętnienia ofiar trzęsienia ziemi w Mandalaju (ok. 3,5 tys. zabitych)[326][327].
- 7 sierpnia 2025 – 5 dni żałoby po śmierci wiceprezydenta Mjanmy Myinta Swe (zm. 7 sierpnia 2025)[328].

### Mongolia
- 22 czerwca 2007 – dzień żałoby dla upamiętnienia ofiar katastrofy wojskowego helikoptera (15 ofiar)[329]

### Nepal
- 2 czerwca 2001 – 13 dni żałoby po Masakrze rodziny królewskiej w Nepalu (10 zabitych, 4 rannych)[136]
- 10 grudnia 2013 – 3 dni żałoby po śmierci byłego prezydenta RPA Nelsona Mandeli (zm. 5 grudnia 2013)[330].
- 26 kwietnia 2015 – 3 dni żałoby po Trzęsieniu ziemi w Nepalu (8964 ofiar, 23 447 rannych)[331]
- 9 lipca 2022 – dzień żałoby po śmierci byłego premiera Japonii Shinzō Abe (zm. 8 lipca 2022)[332]
- 9 września 2022 – 3 dni żałoby po śmierci brytyjskiej królowej Elżbiety II (zm. 8 września 2022)[333][334].
- 16 stycznia 2023 – dzień żałoby po katastrofie lotniczej samolotu linii Yeti Airlines (72 zabitych, w tym 57 obywateli Nepalu)[335].

### Oman
- 8 lutego 1999 – 3 dni żałoby po śmierci króla Jordanii Husajna I (zm. 7 lutego 1999)[336].
- 11 czerwca 2000 – 3 dni żałoby po śmierci prezydenta Syrii Hafiza al-Asada (zm. 10 czerwca 2000)[337].
- 2 sierpnia 2005 – 3 dni żałoby po śmierci króla Arabii Saudyjskiej Fahda ibn Abd al-Aziza Al Su’uda (zm. 1 sierpnia 2005)[338].
- 11 stycznia 2020 – 3 dni żałoby po śmierci sułtana Kabusa ibn Sa’ida (zm. 10 stycznia 2020)[339]
- 30 września 2020 – 3 dni żałoby po śmierci Emira Kuwejtu Sabaha al-Ahmada al-Dżabira as-Sabaha (zm. 29 września 2020)[340]
- 14 maja 2022 – 3 dni żałoby po śmierci prezydenta Zjednoczonych Emiratów Arabskich Chalifa ibn Zajid Al Nahajjana (zm. 13 maja 2022)[341].
- 16 grudnia 2023 – 3 dni żałoby po śmierci Emira Kuwejtu Nawwafa al-Ahmada al-Jabera al-Sabaha (zm. 16 grudnia 2023)[342].

### Pakistan
- 12 września 1976 – 7 dni żałoby po śmierci przywódcy Chin Mao Zedonga (zm. 9 września 1976).
- 2 listopada 1984 – 3 dni żałoby po zabójstwie premier Indii Indiry Gandhi (zm. 31 października 1984)[343][344].
- 12 marca 1985 – 2 dni żałoby po śmierci sekretarza generalnego KC KPZR Konstantina Czernienki (zm. 10 marca 1985)[345].
- 18 sierpnia 1988 – 10 dni żałoby po śmierci prezydenta Pakistanu Muhammada Zia ul-Haqa (zm. 17 sierpnia 1988)[346].
- 4 czerwca 1989 – 10 dni żałoby po śmierci Najwyższego przywódcy Iranu Ruhollaha Chomejniego (zm. 3 czerwca 1989)[4]
- 12 listopada 2004 – 3 dni żałoby po śmierci Prezydenta Autonomii Palestyńskiej Jasira Arafata (zm. 11 listopada 2004)[347].
- 2 sierpnia 2005 – 7 dni żałoby po śmierci króla Arabii Saudyjskiej Fahda ibn Abda al-Aziza Al Su’uda (zm. 1 sierpnia 2005)[348].
- 9 października 2005 – 3 dni żałoby dla upamiętnienia ofiar trzęsienia ziemi w Kaszmirze (74 tys. zabitych)[349].
- 27 grudnia 2007 – 3 dni żałoby po śmierci byłej premier Benazir Bhutto (zm. 27 grudnia 2007)[350].
- 29 lipca 2010 – dzień żałoby dla upamiętnienia ofiar katastrofy lotu Airblue 202 (152 zabitych).
- 14 maja 2014 – dzień żałoby dla upamiętnienia ofiar katastrofy górniczej w Somie (301 zabitych)[351][352].
- 17 grudnia 2014 – 3 dni żałoby dla upamiętnienia ofiar masakry w szkole w Peszawarze (141 zabitych)[353][354].
- 24 stycznia 2015 – dzień żałoby po śmierci króla Arabii Saudyjskiej Abd Allaha ibn Abda al-Aziza Al Su’uda (zm. 23 stycznia 2015)[355].
- 9 maja 2015 – dzień żałoby po katastrofie wojskowego helikoptera Mil Mi-17 (9 ofiar, 11 rannych)[356]
- 14 maja 2015 – dzień żałoby po strzelaninie na autobus w Karaczi (45 ofiar)[357]
- 18 marca 2019 – dzień żałoby dla upamiętnienia ofiar zamachów na meczety w Christchurch (51 ofiar śmiertelnych)[358]
- 14 maja 2022 – 3 dni żałoby po śmierci prezydenta Zjednoczonych Emiratów Arabskich Chalifa ibn Zajid Al Nahajjana (zm. 13 maja 2022)[359][360]
- 12 września 2022 – dzień żałoby po śmierci brytyjskiej królowej Elżbiety II (zm. 8 września 2022)[361][362].
- 18 grudnia 2023 – dzień żałoby po śmierci Emira Kuwejtu Nawwafa al-Ahmada al-Jabera al-Sabaha (zm. 16 grudnia 2023)[363].
- 21 maja 2024 – dzień żałoby po katastrofie lotniczej w której zginął prezydent Iranu Ebrahim Ra’isi i minister spraw zagranicznych Iranu Hosejn Amir Abdollahijan (zm. 19 maja 2024)[364].
- 2 sierpnia 2024 – dzień żałoby po zabójstwie przywódcy Hamasu Isma’ila Hanijjego (zm. 31 lipca 2024)[365][366].

### Palestyna
- 8 lutego 1999 – 3 dni żałoby po śmierci króla Jordanii Husajna I (zm. 7 lutego 1999)[367].
- 24 lipca 1999 – 3 dni żałoby po śmierci króla Maroka Hasana II (zm. 23 lipca 1999)[368].
- 11 czerwca 2000 – 3 dni żałoby po śmierci prezydenta Syrii Hafiza al-Asada (zm. 10 czerwca 2000)[369][215].
- 23 marca 2004 – 3 dni żałoby po zabójstwie duchowego przywódcy zbrojnego palestyńskiego ugrupowania Hamas Ahmada Jasina (zm. 22 marca 2004)[370].
- 12 listopada 2004 – 40 dni żałoby po śmierci prezydenta Autonomii Palestyńskiej Jasera Arafata (zm. 11 listopada 2004)[371][372].
- 2 sierpnia 2005 – 3 dni żałoby po śmierci króla Arabii Saudyjskiej Fahda ibn Abda al-Aziz Al Su’uda (zm. 1 sierpnia 2005)[295][373].
- 6 grudnia 2013 – dzień żałoby po śmierci byłego prezydenta RPA Nelsona Mandeli (zm. 5 grudnia 2013)[374].
- 24 stycznia 2015 – 3 dni żałoby po śmierci króla Arabii Saudyjskiej Abd Allaha ibn Abda al-Aziza Al Su’uda (zm. 23 stycznia 2015)[375].
- 31 marca 2018 – dzień żałoby dla upamiętnienia ofiar protestów w Strefie Gazy (183 ofiar)[376]
- 26 lipca 2019 – 3 dni żałoby po śmierci prezydenta Tunezji Al-Badżi Ka’id as-Sibsiego (zm. 25 lipca 2019)[377][221].
- 6 sierpnia 2020 – dzień żałoby dla upamiętnienia ofiar eksplozji w Bejrucie (co najmniej 100 ofiar, co najmniej 4000 rannych)[378]
- 30 września 2020 – 3 dni żałoby po śmierci Emira Kuwejtu Sabaha al-Ahmada al-Dżabira as-Sabaha (zm. 29 września 2020)[379]
- 11 listopada 2020 – 3 dni żałoby po śmierci polityka Sa’iba Urajkata (zm. 10 listopada 2020)[380].
- 14 maja 2022 – dzień żałoby po śmierci prezydenta Zjednoczonych Emiratów Arabskich Chalifa ibn Zajid Al Nahajjana (zm. 13 maja 2022)[381].
- 31 lipca 2024 – dzień żałoby po zabójstwie przywódcy Hamasu Isma’ila Hanijjego (zm. 31 lipca 2024)[382].
- 21 kwietnia 2025 – 3 dni żałoby po śmierci papieża Franciszka (zm. 21 kwietnia 2025)[383]

### ZSRR/Rosja
- 27 stycznia 1924 – żałoba w dniu pogrzebu przywódcy ZSRR Włodzimierza Lenina (zm. 21 stycznia 1924)[384].
- 6 marca 1953 – 4 dni żałoby po śmierci sekretarza generalnego KPZR i premiera ZSRR Józefa Stalina (zm. 5 marca 1953)[385].
- 30 marca 1968 – żałoba w dniu pogrzebu kosmonauty radzieckiego Jurija Gagarina (zm. 27 marca 1968)[386][387].
- 11 listopada 1982 – 5 dni żałoby po śmierci sekretarza generalnego KPZR Leonida Breżniewa (zm. 10 listopada 1982)[387][388].
- 10 lutego 1984 – 4 dni żałoby po śmierci sekretarza generalnego KPZR Jurija Andropowa (zm. 9 lutego 1984)[387][389][390].
- 11 marca 1985 – 3 dni żałoby po śmierci sekretarza generalnego KPZR Konstantina Czernienki (zm. 10 marca 1985)[387].
- 10 grudnia 1988 – dzień żałoby dla upamiętnienia ofiar trzęsienia ziemi w Armenii (co najmniej 25 tysięcy ofiar śmiertelnych)[387].
- 5 czerwca 1989 – dzień żałoby dla upamiętnienia ofiar katastrofy kolejowej pod Ufą (575 ofiar śmiertelnych)[387][391].
- 7 października 1993 – dzień żałoby dla upamiętnienia ofiar zbrojnej próby zamachu stanu w Rosji (137 zabitych)[387].
- 31 maja 1995 – dzień żałoby dla upamiętnienia ofiar trzęsienia ziemi w Neftegorsku, na Sachalinie (2040 osób zabitych)[387].
- 22 czerwca 1995 – dzień żałoby dla upamiętnienia ofiar zamachu terrorystycznego w Budionnowsku (128 zabitych)[387].
- 10 sierpnia 1996 – dzień żałoby dla wszystkich ofiar wojny w Czeczenii, zadeklarowana po 4-dniowych walkach w Groznym (ok. kilkaset zabitych)[387].
- 28 września 1996 – żałoba w dniu pogrzebu ofiar katastrofy autokaru w obwodzie rostowskim (19 zabitych)[387].
- 19 listopada 1996 – dzień żałoby dla upamiętnienia ofiar zamachu bombowego na blok mieszkalny w Kaspijsku (67 zabitych)[387].
- 5 grudnia 1997 – dzień żałoby dla upamiętnienia ofiar katastrofy górniczej w kopalni „Zyryanowskaja” w Nowosybirsku (67 zabitych)[387].
- 17 lutego 1999 – dzień żałoby dla upamiętnienia ofiar pożaru komendy milicji w Samarze (57 zabitych)[387].
- 21 marca 1999 – dzień żałoby dla upamiętnienia ofiar ataku terrorystycznego we Władykaukazie oraz pożaru w szpitala psychiatrycznego w Wołogdzie (53 i 21 zabitych)[387].
- 13 września 1999 – dzień żałoby dla upamiętnienia ofiar zamachu w Moskwie (94 zabitych)[387].
- 23 sierpnia 2000 – dzień żałoby dla upamiętnienia ofiar katastrofy atomowego okrętu podwodnego „Kursk” (118 zabitych)[387].
- 5 lipca 2001 – dzień żałoby dla upamiętnienia ofiar katastrofy lotniczej w Irkucku (145 zabitych)[387].
- 22 sierpnia 2002 – dzień żałoby dla upamiętnienia ofiar katastrofy wojskowego śmigłowca Mi-26 w Czeczenii (121 zabitych)[387].
- 28 października 2002 – dzień żałoby dla upamiętnienia ofiar ataku terrorystycznego na teatr na Dubrowce w Moskwie (170 zabitych)[387].
- 26 sierpnia 2004 – dzień żałoby dla upamiętnienia ofiar dwóch katastrof lotniczych, w obwodzie tulskim i obwodzie rostowskim (90 zabitych)[387].
- 6 września 2004 – 2 dni żałoby dla upamiętnienia ofiar ataku terrorystycznego na szkołę w Biesłanie, w Osetii Północnej (330 zabitych)[387].
- 5 maja 2006 – dzień żałoby dla upamiętnienia ofiar katastrofy lotniczej nad Morzem Czarnym w pobliżu Soczi (113 zabitych w tym 27 obywateli Rosji)[387].
- 10 lipca 2006 – dzień żałoby dla upamiętnienia ofiar katastrofy lotniczej, na lotnisku w Irkucku (124 zabitych)[387].
- 24 sierpnia 2006 – dzień żałoby dla upamiętnienia ofiar katastrofy rosyjskiego samolotu pasażerskiego na Ukrainie (170 zabitych)[387].
- 21 marca 2007 – dzień żałoby dla upamiętnienia ofiar katastrofy górniczej w kopalni Uljanowskaja w Nowokuźniecku (108 zabitych)[392].
- 25 kwietnia 2007 – żałoba w dniu pogrzebu byłego prezydenta Rosji Borysa Jelcyna (zm. 23 kwietnia 2007)[393][394].
- 13 sierpnia 2008 – dzień żałoby dla upamiętnienia ofiar wojny w Osetii Południowej i Gruzji[395].
- 7 grudnia 2009 – dzień żałoby dla upamiętnienia ofiar pożaru klubu nocnego w Permie (155 zabitych)[396].
- 30 marca 2010 – dzień żałoby dla upamiętnienia ofiar zamachu w metrze w Moskwie (40 zabitych)[397].
- 12 kwietnia 2010 – dzień żałoby dla upamiętnienia ofiar, które zginęły w katastrofie lotniczej w Smoleńsku (96 zabitych)[398].
- 12 lipca 2011 – dzień żałoby dla upamiętnienia ofiar zatonięcia promu Bułgarija na Wołdze (122 zabitych)[399].
- 9 lipca 2012 – dzień żałoby dla upamiętnienia ofiar powodzi w kraju Krasnodarskim (171 zabitych)[400][401].
- 1 listopada 2015 – dzień żałoby dla upamiętnienia ofiar katastrofy lotu kogalymavia 9268 na Półwyspie Synaj (224 zabitych)[402].
- 26 grudnia 2016 – dzień żałoby dla upamiętnienia ofiar katastrofy samolotu Tu-154 na Morzu Czarnym (92 zabitych)[403][404][405].
- 28 marca 2018 – dzień żałoby dla upamiętnienia ofiar pożaru w centrum handlowym w Kemerowie (64 zabitych)[406]
- 24 marca 2024 – dzień żałoby dla upamiętnienia ofiar Zamachu w Crocus City Hall w Krasnogorsku (133 zabitych)[407][408].

### Seszele
- 8 kwietnia 2005 – żałoba w dniu pogrzebu papieża Jana Pawła II (zm. 2 kwietnia 2005)[409]
- 3 września 2008 – żałoba w dniu pogrzebu prezydenta Zambii Levy Mwanawasa (zm. 19 sierpnia 2008)[410]
- 7 grudnia 2013 – 3 dni żałoby po śmierci byłego prezydenta RPA Nelsona Mandeli (zm. 5 grudnia 2013)[411]
- 12 stycznia 2017 – żałoba w dniu pogrzebu byłego prezydenta Seszeli Jamesa Manchama (zm. 10 stycznia 2017)[412]
- 7 marca 2019 – żałoba w dniu pogrzebu byłego prezydenta Seszeli France-Alberta René (zm. 27 lutego 2019)[413]

### Singapur
- 23 marca 2015 – 7 dni żałoby po śmierci pierwszego premiera Singapuru Lee Kuan Yew (zm. 23 marca 2015)[414]

### Sri Lanka
- 10 września 1976 – 9 dni żałoby po śmierci przywódcy Chin Mao Zedonga (zm. 9 września 1976).
- 14 lutego 1984 – żałoba w dniu pogrzebu sekretarza generalnego KPZR Jurija Andropowa (zm. 9 lutego 1984)[415].
- 2 maja 1993 – 5 dni żałoby po zabójstwie Prezydenta Sri Lanki Ranasinghe Premadasa (zm. 1 maja 1993)[416]
- 31 grudnia 2004 – dzień żałoby dla upamiętnienia ofiar trzęsienia ziemi na Oceanie Indyjskim (około 230 tys. zabitych, w tym ponad 38 tys. obywateli Sri Lanki)[417]
- 4 kwietnia 2005 – dzień żałoby po śmierci papieża Jana Pawła II (zm. 2 kwietnia 2005)[418].
- 15 sierpnia 2005 – żałoba w dniu pogrzebu ministra spraw zagranicznych Sri Lanki Lakshmana Kadirgamara (zm. 12 sierpnia 2005)[419].
- 10 grudnia 2013 – 2 dni żałoby po śmierci byłego prezydenta RPA Nelsona Mandeli (zm. 5 grudnia 2013)[420].
- 23 kwietnia 2019 – dzień żałoby dla upamiętnienia ofiar zamachów terrorystycznych, do których doszło w Niedzielę Wielkanocną (258 ofiar, 500 rannych)[421]
- 25 marca 2021 – żałoba w dniu pogrzebu Najwyższego Mahanayaky z Amarapura Nikaya Kotugoda Dhammawasa Thero (zm. 22 marca 2021)[422][423][424]
- 12 lipca 2022 – dzień żałoby po śmierci byłego premiera Japonii Shinzō Abe (zm. 8 lipca 2022)[425]
- 19 września 2022 – żałoba w dniu pogrzebu brytyjskiej królowej Elżbiety II (zm. 8 września 2022)[426][427][428].
- 21 maja 2024 – dzień żałoby po katastrofie lotniczej w której zginął prezydent Iranu Ebrahim Ra’isi i minister spraw zagranicznych Iranu Hosejn Amir Abdollahijan (zm. 19 maja 2024)[429].
- 26 kwietnia 2025 – żałoba w dniu pogrzebu papieża Franciszka (zm. 21 kwietnia 2025)[430][431].

### Syria
- 29 września 1970 – 40 dni żałoby po śmierci prezydenta Egiptu Gamala Abdela Nasera (zm. 28 września 1970)[432].
- 7 sierpnia 1978 – 9 dni żałoby po śmierci papieża Pawła VI (zm. 6 sierpnia 1978)[433].
- 11 listopada 1982 – 7 dni żałoby po śmierci sekretarza generalnego KPZR Leonida Breżniewa (zm. 10 listopada 1982)[434].
- 11 lutego 1984 – 7 dni żałoby po śmierci sekretarza generalnego KPZR Jurija Andropowa (zm. 9 lutego 1984)[435].
- 12 marca 1985 – 3 dni żałoby po śmierci sekretarza generalnego KC KPZR Konstantina Czernienki (zm. 10 marca 1985)[436].
- 4 czerwca 1989 – 7 dni żałoby po śmierci Najwyższego przywódcy Iranu Ruhollaha Chomejniego (zm. 3 czerwca 1989)[4]
- 8 lutego 1999 – 3 dni żałoby po śmierci króla Jordanii Husajna I (zm. 7 lutego 1999)[437].
- 24 lipca 1999 – 3 dni żałoby po śmierci króla Maroka Hasana II (zm. 23 lipca 1999)[24].
- 11 czerwca 2000 – 40 dni żałoby po śmierci prezydenta Syrii Hafiza al-Asada (zm. 10 czerwca 2000)[438].
- 2 sierpnia 2005 – 3 dni żałoby po śmierci króla Arabii Saudyjskiej Fahda ibn Abda al-Aziza Al Su’uda (zm. 1 sierpnia 2005)[295].
- 22 marca 2013 – 2 dni żałoby dla upamiętnienia ofiar zamachów podczas Bitwy pod Damaszkiem (49 zabitych)[439].
- 20 maja 2024 – 3 dni żałoby po katastrofie lotniczej w której zginął prezydent Iranu Ebrahim Ra’isi i minister spraw zagranicznych Iranu Hosejn Amir Abdollahijan (zm. 19 maja 2024)[440][441].
- 29 września 2024 – 3 dni żałoby po zabójstwie przywódcy Hezbollahu Hasana Nasr Allaha (zm. 27 września 2024)[442][443].

### Tajlandia
- 31 grudnia 2004 – 3 dni żałoby dla upamiętnienia ofiar trzęsienia ziemi na Oceanie Indyjskim (około 230 tys. zabitych, w tym ponad 4 tys. obywateli Tajlandiii)[444]
- 14 października 2016 – rok żałoby po śmierci króla Tajlandii Bhumibola Adulyadeja (zm. 13 października 2016)[445].
- 23 kwietnia 2025 – 3 dni żałoby po śmierci papieża Franciszka (zm. 21 kwietnia 2025)[446].

### Tajwan
- 7 kwietnia 1975 – 30 dni żałoby po śmierci prezydenta Tajwanu Czanga Kaj-szeka (zm. 5 kwietnia 1975)[447].
- 15 stycznia 1988 – 30 dni żałoby po śmierci prezydenta Tajwanu Chianga Chinga-kuoa (zm. 13 stycznia 1988)[448].
- 5 sierpnia 2014 – 3 dni żałoby po katastrofie lotu TransAsia Airways 222 (54 ofiary)
- 15 lutego 2016 – dzień żałoby po trzęsieniu ziemi w Kaohsiungu (117 ofiar, 550 rannych)[449]
- 31 lipca 2020 – 3 dni żałoby po śmierci byłego Prezydenta Tajwanu Lee Teng-huiego (zm. 30 lipca 2020)[450]

### Turcja
- 18 kwietnia 1993 – 4 dni żałoby po śmierci prezydenta Turcji Turguta Özala (zm. 17 kwietnia 1993)[451][452]
- 18 kwietnia 2010 – dzień żałoby dla upamiętnienia ofiar, które zginęły w katastrofie lotniczej w Smoleńsku (96 zabitych)[453].
- 14 stycznia 2012 – 4 dni żałoby po śmierci byłego prezydenta Tureckiej Republiki Cypru Północnego Raufa Denktaşa (zm. 13 stycznia 2012)[454].
- 14 maja 2014 – 3 dni żałoby dla upamiętnienia ofiar katastrofy górniczej w Somie (301 zabitych)[455][456].
- 17 grudnia 2014 – dzień żałoby dla upamiętnienia ofiar masakry w szkole w Peszawarze (141 zabitych)[354].
- 24 stycznia 2015 – dzień żałoby po śmierci króla Arabii Saudyjskiej Abd Allaha ibn Abda al-Aziza Al Su’uda (zm. 23 stycznia 2015)[457].
- 17 czerwca 2015 – 3 dni żałoby po śmierci byłego prezydenta Turcji Süleymana Demirela (zm. 17 czerwca 2015)[458][459].
- 11 października 2015 – 3 dni żałoby dla upamiętnienia ofiar zamachów w Ankarze (102 zabitych)[460].
- 29 czerwca 2016 – dzień żaloby po zamachu terrorystycznym na lotnisku w Stambule (48 ofiar, 239 rannych)[461]
- 11 grudnia 2016 – dzień żałoby po zamachach terrorystycznych w Stambule (48 zabitych, 166 ofiar)[462]
- 27 listopada 2017 – dzień żałoby po zamachu terrorystycznym w Bir al-Abd (311 ofiar, 130 rannych)[463]
- 15 maja 2018 – 3 dni żałoby w związku z pacyfikacją przez izraleskie wojsko palestyńskich protestów (58 ofiar, prawie 3000 rannych)[464][465]
- 6 lutego 2023 – 7 dni żałoby dla upamiętnienia ofiar trzęsienia ziemi[466]
- 21 maja 2024 – dzień żałoby po katastrofie lotniczej w której zginął prezydent Iranu Ebrahim Ra’isi i minister spraw zagranicznych Iranu Hosejn Amir Abdollahijan (zm. 19 maja 2024)[467].
- 2 sierpnia 2024 – dzień żałoby po zabójstwie przywódcy Hamasu Isma’ila Hanijjego (zm. 31 lipca 2024)[468].

### Turkmenistan
- 22 grudnia 2006 – 7 dni żałoby po śmierci pierwszego prezydenta Turkmenistanu Saparmyrata Nyýazowa (zm. 21 grudnia 2006)[469][470].

### Uzbekistan
- 3 września 2016 – 3 dni żałoby po śmierci prezydenta Uzbekistanu Isloma Karimova (zm. 2 września 2016)

### Wietnam
- 4 września 1969 – 8 dni żałoby po śmierci prezydenta Wietnamu Hồ Chí Minha (zm. 2 września 1969).
- 13 listopada 1982 – 3 dni żałoby po śmierci sekretarza generalnego KPZR Leonida Breżniewa (zm. 10 listopada 1982)[2].
- 11 lipca 1986 – 5 dni żałoby po śmierci sekretarza generalnego Komunistycznej Partii Wietnamu Lê Duẩna (zm. 10 lipca 1986)[471][472][473].
- 12 października 2013 – 2 dni żałoby po śmierci generała i byłego wicepremiera Wietnamu Võ Nguyêna Giápa (zm. 4 października 2013)[474].
- 4 grudnia 2016 – żałoba w dniu pogrzebu byłego przywódcy Kuby Fidela Castro (zm. 25 listopada 2016)[475]
- 26 września 2018 – 2 dni żałoby po śmierci Prezydenta Wietnamu Trầna Đại Quanga (zm. 21 września 2018)[476]
- 3 maja 2019 – 2 dni żałoby po śmierci byłego Prezydenta Wietnamu Lê Đức Anha (zm. 22 kwietnia 2019)[477]
- 14 sierpnia 2020 – 2 dni żałoby po śmierci byłego sekretarza generalnego Komunistycznej Partii Wietnamu Lê Khả Phiêu (zm. 7 sierpnia 2020)[478]
- 25 lipca 2024 – 2 dni żałoby po śmierci sekretarza generalnego Komunistycznej Partii Wietnamu i byłego prezydenta Wietnamu Nguyễna Phú Trọnga (zm. 19 lipca 2024)[479].
- 4 kwietnia 2025 – 2 dni żałoby po śmierci byłego prezydenta Laosu Khamtaia Siphandona (zm. 2 kwietnia 2025)[480].

### Zjednoczone Emiraty Arabskie
- 14 czerwca 1982 – 40 dni żałoby po śmierci króla Arabii Saudyjskiej Chalida ibn Abd al-Aziz Al Su’uda (zm. 13 czerwca 1982)[170].
- 11 czerwca 2000 – 3 dni żałoby po śmierci prezydenta Syrii Hafiza al-Asada (zm. 10 czerwca 2000)[481].
- 2 listopada 2004 – 40 dni żałoby po śmierci władcy emiratu Abu Zabi Zaida ibn Sultana an-Nahajana (zm. 2 listopada 2004)[482].
- 2 sierpnia 2005 – 7 dni żałoby po śmierci króla Arabii Saudyjskiej Fahda ibn Abda al-Aziza Al Su’uda (zm. 1 sierpnia 2005)[27].
- 24 stycznia 2015 – 3 dni żałoby po śmierci króla Arabii Saudyjskiej Abd Allaha ibn Abda al-Aziza Al Su’uda (zm. 23 stycznia 2015)[483].
- 28 stycznia 2018 – 3 dni żałoby po śmierci pierwszej damy pierwszego Prezydenta Zjednoczonych Emiratów Arabskich – Hassy bint Mohammed bin Khalifa Al Nahyana (zm. 28 stycznia 2018)[484][485].
- 3 lipca 2019 – 3 dni żałoby po śmierci syna Sułtana Khalida bin Sultan Al Qasima (zm. 1 lipca 2019)[486]
- 11 stycznia 2020 – 3 dni żałoby po śmierci sułtana Omanu Kabusa ibn Sa’ida (zm. 10 stycznia 2020)[487]
- 30 września 2020 – 3 dni żałoby po śmierci Emira Kuwejtu Sabaha al-Ahmada al-Dżabira as-Sabaha (zm. 29 września 2020)[488]
- 14 maja 2022 – 40 dni żałoby po śmierci prezydenta Zjednoczonych Emiratów Arabskich Chalifa ibn Zajid Al Nahajjana (zm. 13 maja 2022)[489].
- 9 września 2022 – 3 dni żałoby po śmierci brytyjskiej królowej Elżbiety II (zm. 8 września 2022)[490][491].
- 17 grudnia 2023 – 3 dni żałoby po śmierci Emira Kuwejtu Nawwafa al-Ahmada al-Jabera al-Sabaha (zm. 16 grudnia 2023)[492].